# Саут Рајдинг (Вирџинија)
Саут Рајдинг (енгл. South Riding) насељено је место без административног статуса у америчкој савезној држави Вирџинија.

## Демографија
По попису из 2010. године број становника је 24.256.
| Група             | 2000.    | 2010.          |
| Белци             | 0 (0,0%) | 13.019 (53,7%) |
| Афроамериканци    | 0 (0,0%) | 1.564 (6,4%)   |
| Азијати           | 0 (0,0%) | 7.019 (28,9%)  |
| Хиспаноамериканци | 0 (0,0%) | 1.806 (7,4%)   |
| Укупно            | 0        | 24.256         |